# Claude Adrien Helvétius
Claude Adrien Helvétius (Parijs, 26 januari of 26 februari 1715 - aldaar, 26 december 1771) was een Franse encyclopedist, filosoof en dichter.

## Leven
Hij werd geboren met de naam Schweitzer ("Zwitser"), die hij echter latiniseerde tot Helvétius (een verwijzing naar de antieke Helvetii).
Van 1738 tot 1751 was Helvétius beheerder van koninklijke landgoederen in dienst van de Franse koningin Maria Leszczyńska; zijn vader was haar eerste arts. Helvétius had door zijn hoge connecties een goed inkomen en wijdde zich in zijn vrije tijd aan dichten, en ten slotte aan filosofie. In 1751 gaf hij zijn rentmeesterschap op omdat hij intussen voldoende welgesteld was geworden. Sindsdien woonde hij op het kasteel van Voré (Collines des Perches, Loir-et-Cher), terwijl hij in Parijs nog een stadswoning in de rue Sainte-Anne bezat. Zijn vermogen gebruikte hij om armen te helpen, de landbouw te bevorderen en de nijverheid te ontwikkelen, waarvoor hij onder zijn medefilosofen veel waardering oogstte.
In 1751 trouwde hij Anne-Catherine de Ligniville, die een salon onderhield waar invloedrijke Verlichtingsdenkers bijeenkwamen om te discussiëren. In 1758 voltooide Helvétius zijn hoofdwerk, De l'Esprit (Over de Geest), maar de verlichte, antikerkelijke, atheïstische, utilistische en egalitaire inhoud ervan riep een zodanig felle weerstand op bij zowel kerk als staat, dat het boek in het openbaar werd verbrand. Helvétius voelde zich gedwongen publiekelijk afstand te nemen van zijn werk om aan rechtsvervolging te ontkomen.
In 1764 bezocht hij Engeland, en het jaar daarop werd hij door Frederik II van Pruisen naar diens hof in Berlijn ontboden. Tot zijn dood in 1771 bleef hij bevriend met Holbach, die hem zowel in Parijs als in Collines des Perches regelmatig bezocht.

## Filosofie
Helvétius is beïnvloed door John Lockes kentheorie. Ethisch gezien was hij een utilist: de staat diende te streven naar het geluk voor zo veel mogelijk mensen, een idee dat later door Jeremy Bentham verder werd uitgewerkt. Helvétius meende dat alle mensen gelijke kansen zouden moeten krijgen en pleitte voor een rechtvaardige eigendomsverdeling en arbeidstijdverkorting (tot 7 à 8 uur per dag). Ook wilde hij verdraagzaamheid en gelijkheid voor alle geloofsrichtingen, en daartoe diende de bevoorrechte positie van de Rooms-Katholieke Kerk te worden opgeheven om haar macht te breken.
Als "Encyclopédiste" verkeerde Helvétius in de kring van Condillac, Marmontel, Alembert, Buffon, D'Holbach, Turgot, Condorcet en in mindere mate Voltaire.

## Werk
- De l'Esprit[a][b] (1758)
- Lettre au R.P. Berthier, sur le matérialisme[c] (17??)
- Le bonheur, poéme, en six chants. Avec des fragments de quelques epitres[d] (postuum, 1772)
- De l’Homme, de ses facultés intellectuelles et de son éducation[e][f] (postuum, 1772)
- Œuvres complètes (postuum uitgegeven in verschillende samenstellingen: 4 delen 1776; 5 delen 1795; 3 delen 1818; 7 delen 1967–1969).
  - Tome premier: De l'Esprit[g] (1776)
  - Tome second: De l'Esprit[h] (1776)
  - Tome troisieme: De l'homme, de ses facultés intellectuelles, et de son éducation[i] (1776)
  - Tome quatrieme: De l'homme, de ses facultés intellectuelles, et de son éducation[j] (1776)
- Notes de la main d'Helvetius. publ. d'après un manuscrit inédit avec une introd. et des commentaires par Albert Keim. Paris, Alcan, 1907
- Correspondance générale d'Helvétius. Oxford, Voltaire Foundation, 1981-2004 (5 delen)

- Bibsys: 90704565
- Biblioteca Nacional de España: XX998512
- Bibliothèque nationale de France: cb119072034 (data)
- Biografisch Portaal: 42145571
- Catàleg d'autoritats de noms i títols de Catalunya: 981058518988306706
- CiNii: DA0039992X
- Digitale Bibliotheek voor de Nederlandse Letteren: helv005
- Gemeinsame Normdatei: 118710257
- International Standard Name Identifier: 0000 0001 0928 5688
- Library of Congress Control Number: n50081968
- Nationale Bibliotheek van Letland: 000138705
- Bibliotheek van het Japanse parlement: 00522530
- Nationale Bibliotheek van Tsjechië: jn20000700690
- Nationale bibliotheek van Australië: 35851206
- Nationale Bibliotheek van Israël: 987007262414605171
- Nationale Bibliotheek van Polen: a0000001181973
- Nationale en Universitaire bibliotheek Zagreb: 000053702
- Nederlandse Thesaurus van Auteursnamen: 069230153
- Réseau des bibliothèques de Suisse occidentale: 02-A000079449
- Istituto Centrale per il Catalogo Unico: BVEV004047
- LIBRIS: 257494
- Système universitaire de documentation: 026918412
- Trove: 1115687
- Virtual International Authority File: 100185545
- WorldCat: E39PBJbtvg4dR9m4vCthJCxdQq